# Achille Crivelli
Achille Crivelli (* 1933 in Cureglia). heimatberechtigt in Novazzano ist ein Schweizer Anwalt und Notar. Er ist ehemaliger Staatsschreiber des Kantons Tessin, Brigadier, Kommandant der Grenzbrigade 9 und ehemaliger Generalsekretär der Regio Insubrica.

## Leben
Achille Crivelli erwarb 1959 nach seiner Matura am Liceo von Lugano die Zulassung als Rechtsanwalt und Notar und war anschliessend als Jurist bei der Bundesjustizverwaltung in Bern tätig. Am 1. Januar 1962 wurde er zum Leutnant der Infanterie und am 1. Januar 1964 in den Rang eines Hauptmanns der Infanterie befördert.
Von 1966 bis 1993 war er Staatskanzler des Kantons Tessin in Bellinzona. Von 1995 bis 2004 war er Generalsekretär der Regio Insubrica. Am 1. Januar 1981 wurde er in den Rang eines Obersten i Gst erhoben und am 1. Januar 1985 wurde er zum Brigadier und Kommandanten der Grenzbrigade 9 befördert.
Er organisierte am 30. Juni 2005 die Tagung der Coscienza svizzera in der Aula des Tessiner Grossrats im Palazzo delle Orsoline in Bellinzona. Er war von 1984 bis 2018 Mitglied des Vorstandes der Coscienza Svizzera. Er war bis 2019 Mitglied der Schweizerischen Stiftung für den Doron-Preis mit Sitz in Zug.
Er ist verheiratet und wohnt in Cureglia.

## Schriften
- Il comandante di corpo Roberto Moccetti, un riferimento esemplare e un esempio di dirittura morale. In: Rivista Militare Svizzera di lingua italiana: RMSI. Band 76, Heft 2, Tipografia Veladini SA, Lugano 2004.
- Alcune riflessioni sulla brigata frontiera 9.– Un amarcord 25 anni dopo lo scioglimento. In: Rivista Militare Svizzera di lingua italiana: RMSI. Band 91, Heft 6, Tipografia Veladini SA, Lugano 2019.